# Vera Trezoitko
Vera Trezoitko (São Paulo, 18 de dezembro de 1929 — , 22 de dezembro de 1993) foi uma voleibolista e também atleta brasileira.

## Voleibil
No voleibol, se destacou tanto nos clubes quanto na Seleção Brasileira Feminina de Voleibol, época onde predominava o sistema 4x2 no voleibol nacional.
Treinava em Volta Redonda e sua camisa era a número 1. Disputou o primeiro Campeonato Sul-Americano de Voleibol Feminino em 1951, no qual sagrou-se campeã. Disputou ainda o Mundial de 1960.

## Atletismo
No atletismo fez história no Troféu Brasil de Atletismo, no famoso Estádio Célio de Barros.
A exemplo de Isaura Marly Gama Álvarez e Zilda Ulbrich, que conquistaram a medalha de bronze no basquete e no voleibol, é uma das poucas brasileiras que conquistou medalhas no Jogos Pan-Americanos em modalidades diferentes.

## Títulos e resultados

### Clubes
Estaduais
- Decampeã paulista[5]

### Competições internacionais
Campeonato Mundial de Voleibol Feminino
- 1960 - 5º lugar (Rio de Janeiro,  Brasil)[5]

Jogos Pan-Americanos
- 1951 - 8º lugar – Lançamento do Disco (Buenos Aires, Argentina)[10]
- 1951 - 7º lugar – Lançamento do Dardo (Buenos Aires,  Argentina)[10]
- 1959 - 4º lugar – Arremesso de Peso (Chicago, Estados Unidos)[11]
- 1963 - 4º lugar – Arremesso de Peso(São Paulo, Brasil)[12]